# Мала Житомирська вулиця
Мала́ Жито́мирська ву́лиця — вулиця в Шевченківському районі міста Києва, місцевість Старий Київ. Пролягає південним схилом Старокиївського плато від Майдану Незалежності до Володимирського проїзду.
Прилучається Михайлівський провулок.

## Історія
Одна з трьох вулиць, що зберегли напрямок з часів Київської Русі — вони сходилися до Лядської брами (залишки були законсервовані у підземному переході під Майданом Незалежності, під час реконструкції площі на початку 2000-х років приблизно на тому ж місті побудований макет брами з фігурою Архістаратига Михайла). У ряді джерел XVIII — початку XIX століття, зокрема на плані міста 1803 року, складеному архітектором Андрієм Меленським, зазначена під назвою Навозна (рос. дореф. Навозная) (походження назви не з'ясовано), а з 1837 року — як Житомирська. Сучасне трасування вулиця отримала в 1840-х роках як продовження теперішньої Великої Житомирської вулиці, що була частиною давнього Житомирського тракту, який відповідав напрямкам пізніших вулиць — Львівської (тепер Січових Стрільців) та Дегтерівської. У 1870-х роках вулиця набула назву Мала Житомирська, з 1963 року — вулиця Постишева, на честь українського радянського партійного і державного діяча П. П. Постишева. Історичну назву вулиці відновлено 1990 року.

## Забудова
У 1861 році віднесена до вулиць 1-го розряду, на ній дозволялося споруджувати лише кам'яні будинки висотою не менш ніж у два поверхи. Вулиця має характерну для містобудування середини XIX — початку XX століття периметральну систему забудови з головними будинками на червоних лініях кварталів та внутрішніми подвір'ями з розташованими у глибині флігелями. Архітектурно-художній вигляд вулиці визначають споруди з насиченим елементами різних архітектурних стилів декором фасадів. Заслуговують на увагу, наприклад, комплекс лазень (№ 3-а, 3/4), в оздобленні якого використано мотиви класицистичної архітектури, садиба № 20, будинки якої вирізняються ошатною пластикою фасадів і широким застосуванням елементів архітектури доби ренесансу (архітектор М. Гарденін, інженер І. Запорожський). До категорії пам'яток архітектури належать також будинки № 5, б, 7, 9-а (Маєток Дмитрієвої), 9-6 (Маєток Чеховича), 11, 12-а (Прибутковий будинок в стилі модерн), 12-6, 13/6, 14, 14-а, 14-б, 15, 17, 18, 19, у проектуванні та спорудженні яких брали участь відомі київські архітектори кінця XIX — початку XX століття: М. Артинов (№ 17), М. Гарденін (№ 13/6, 20, 20-а), М. Казанський (№ 18), А. Краусс (№ 17, 19), В. Ніколаєв (№ 11), І. Ніколаєв (№ 9-а, 9-6), П. Спарро (№ 18, 19), О. Хойнацький (№ 15, 19) та інші.

## Галерея пам'яток архітектури та історії

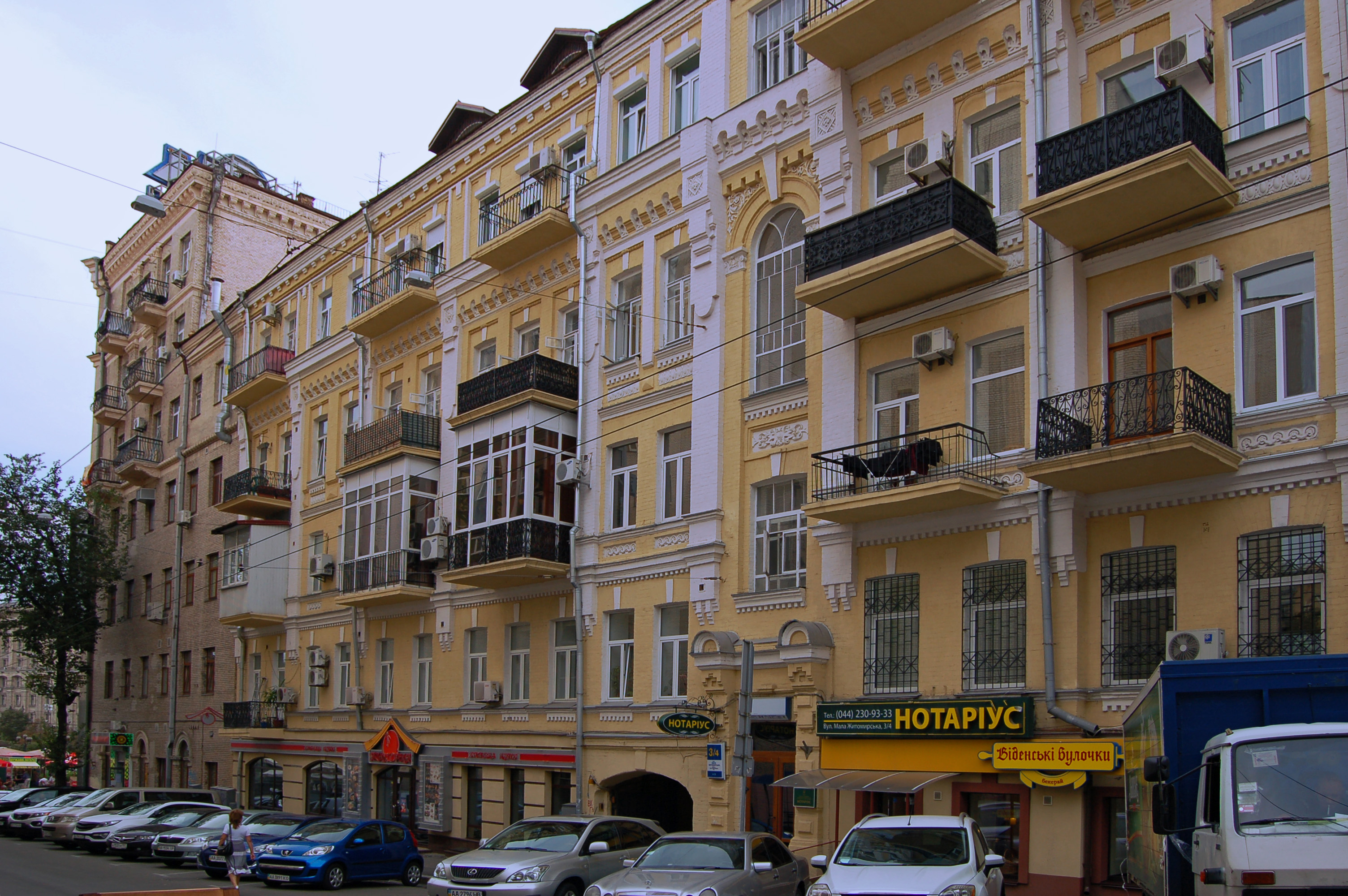
Буд. № 3/4
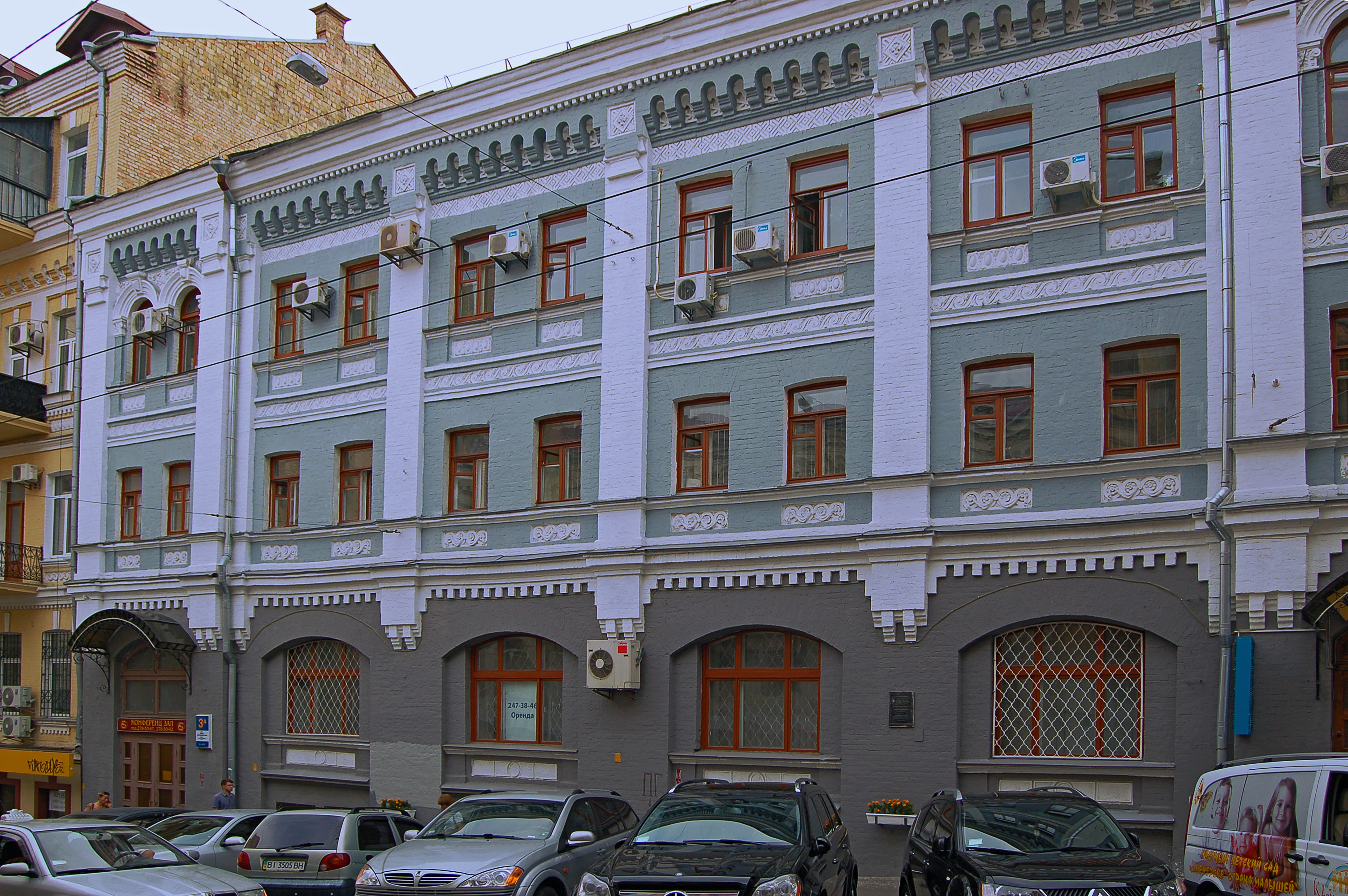
Буд. № 3-А
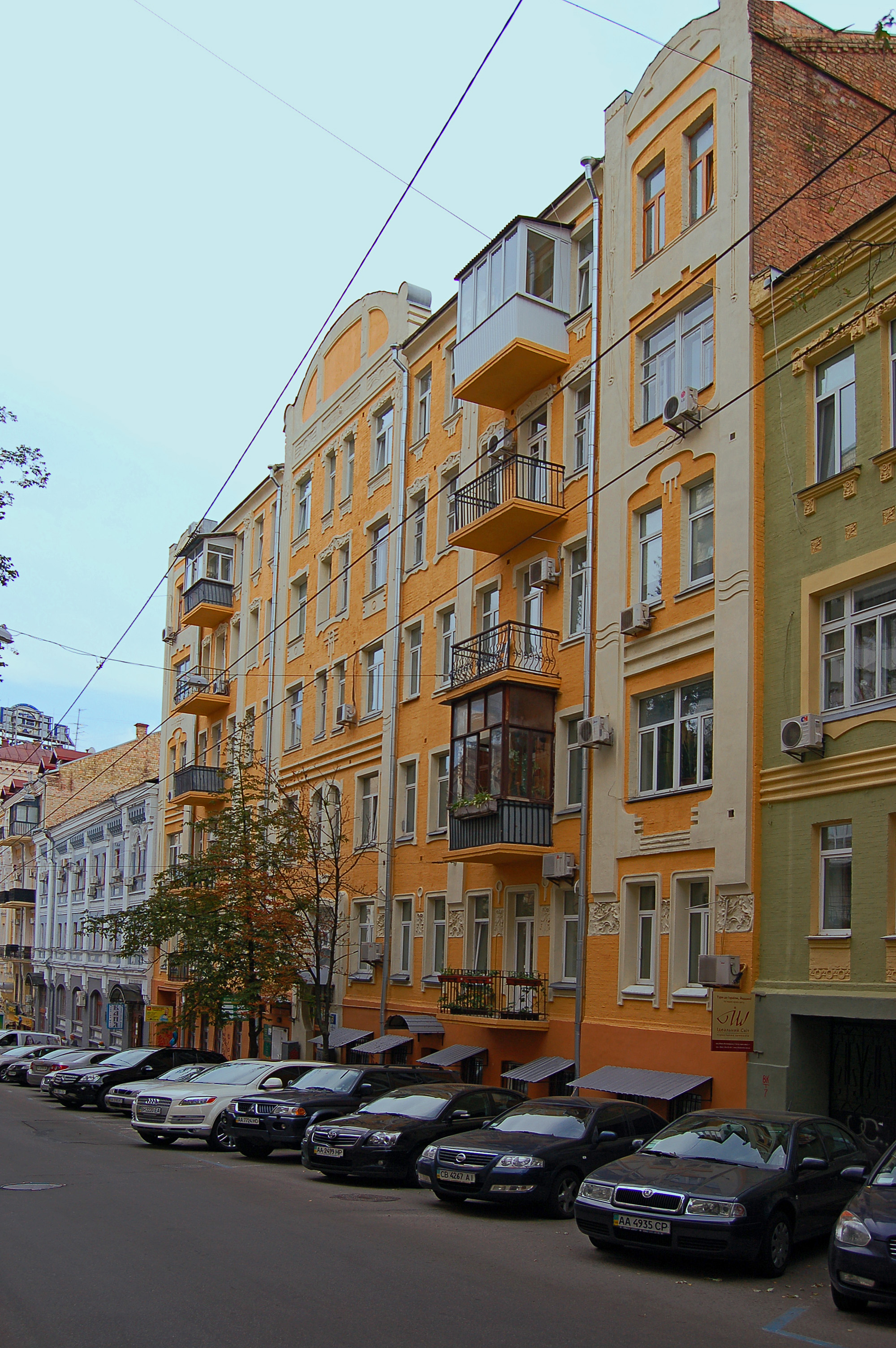
Буд. № 5
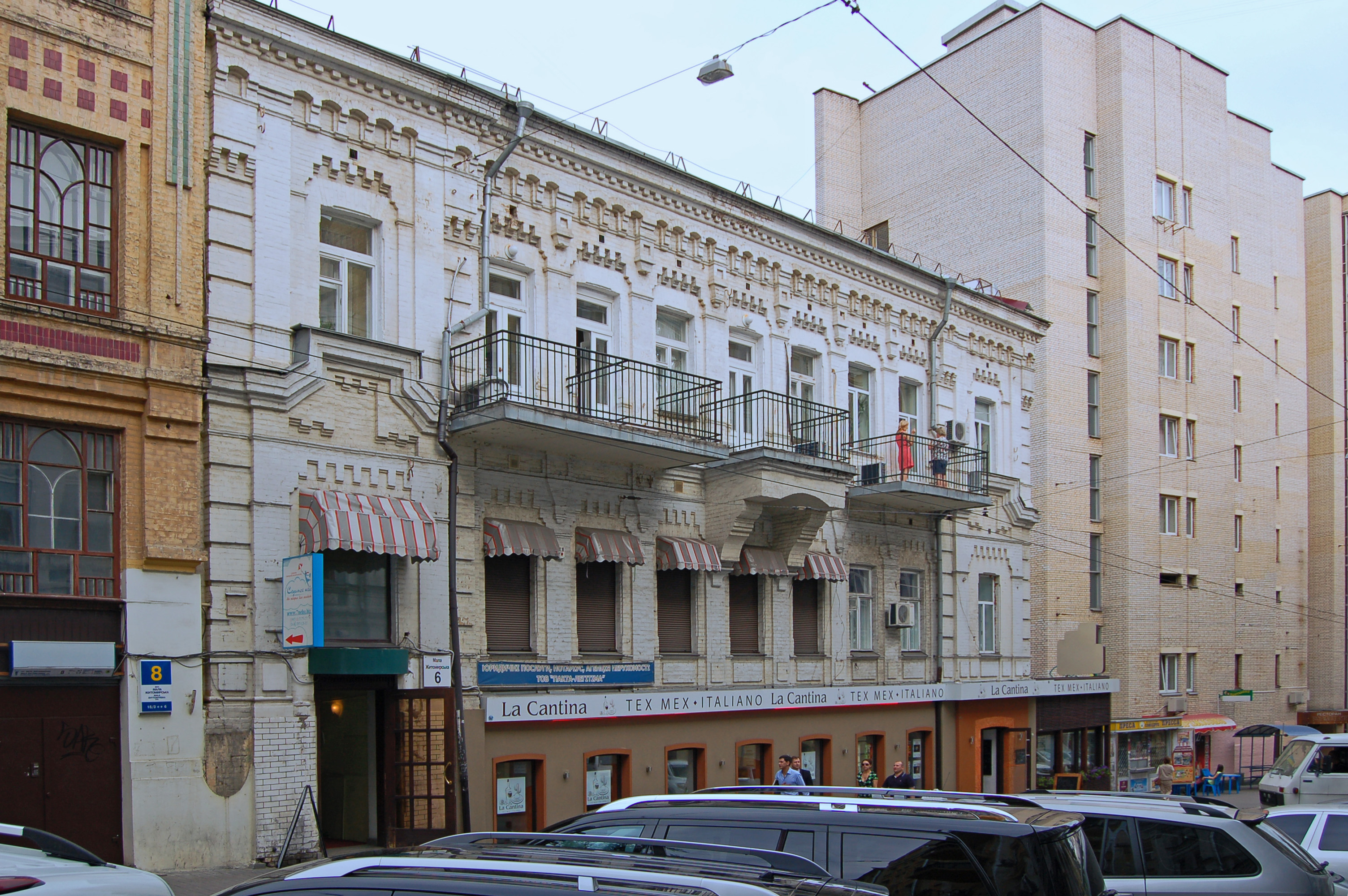
Буд. № 6
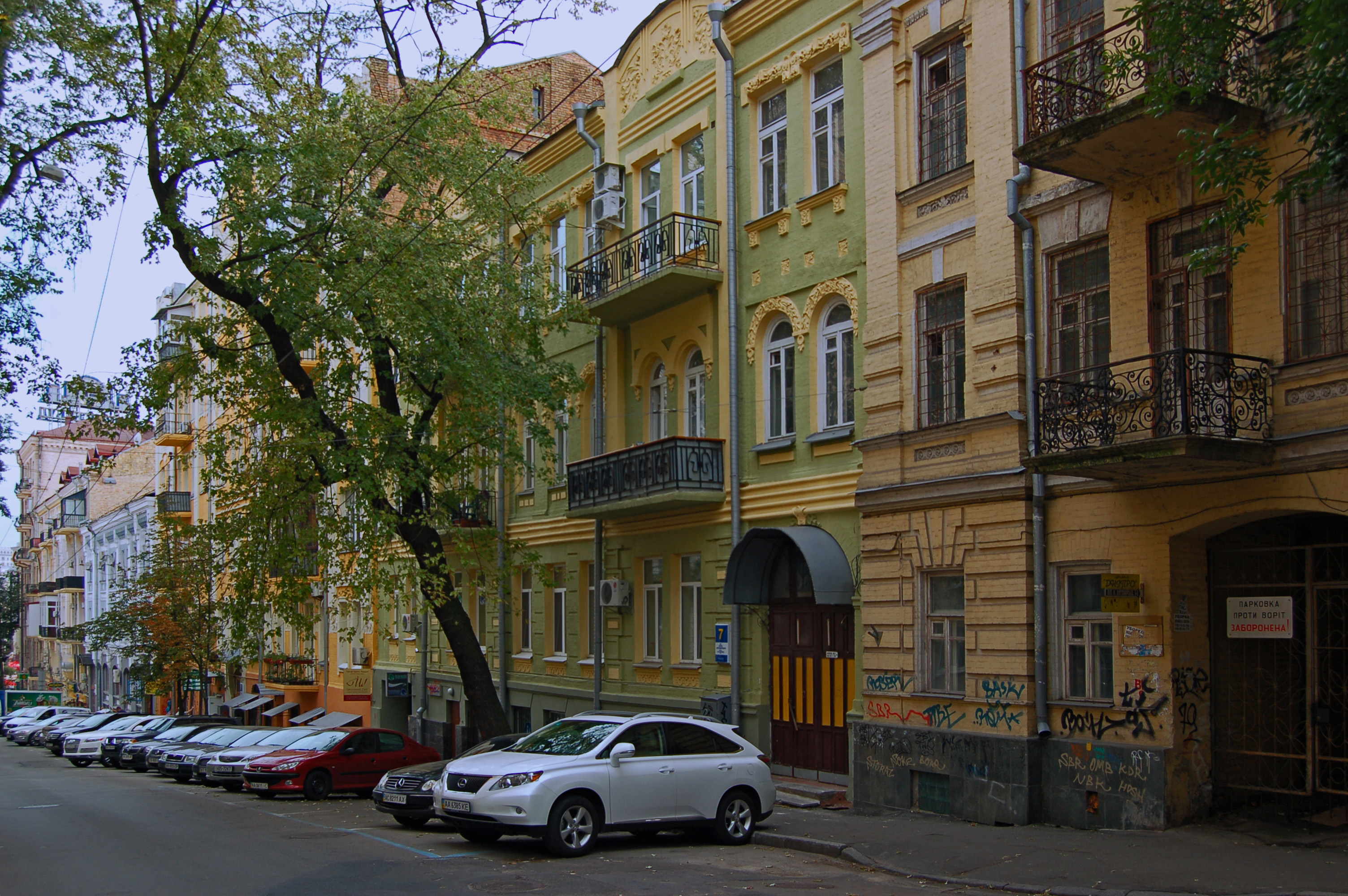
Буд. № 7
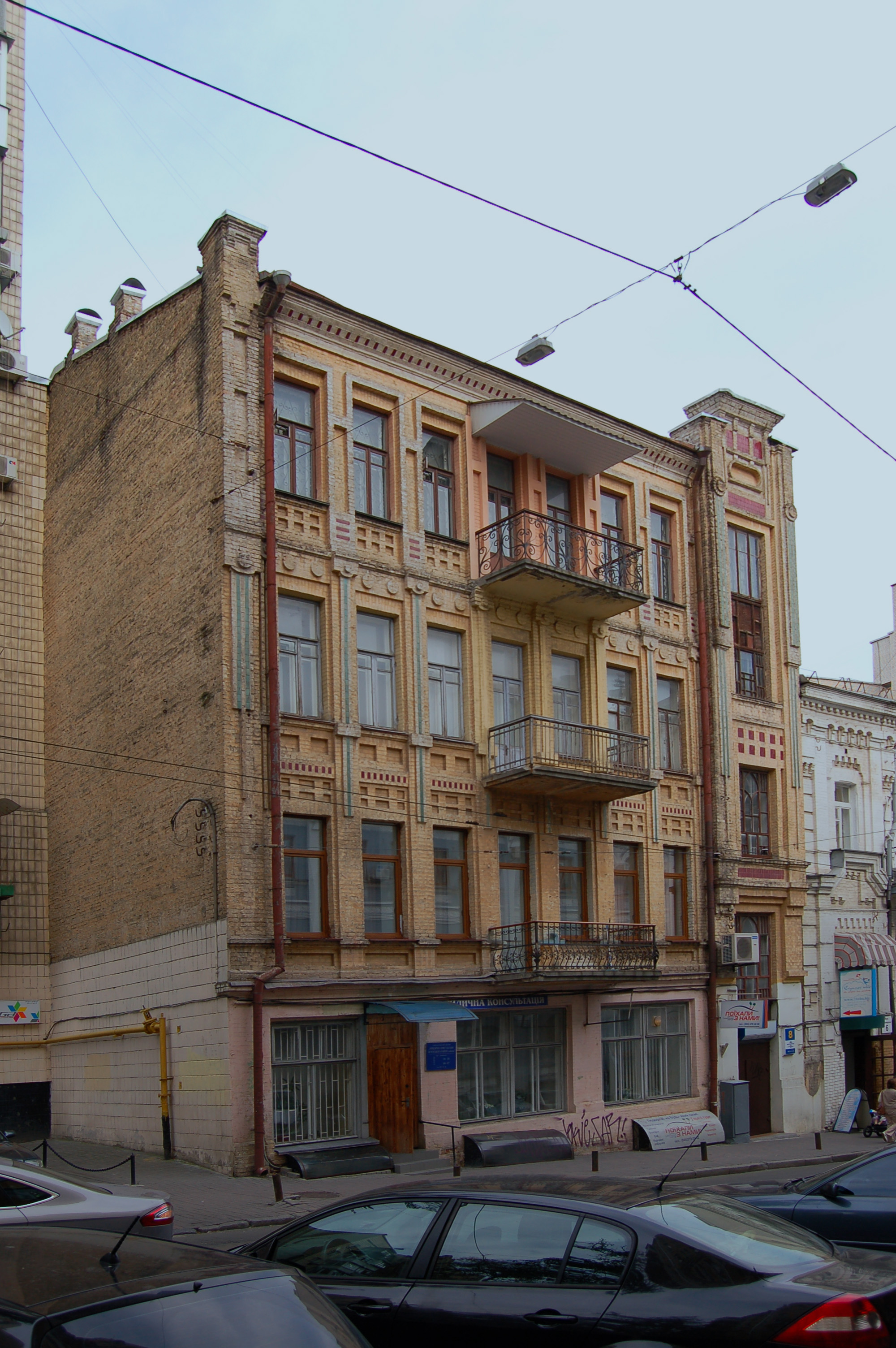
Буд. № 8
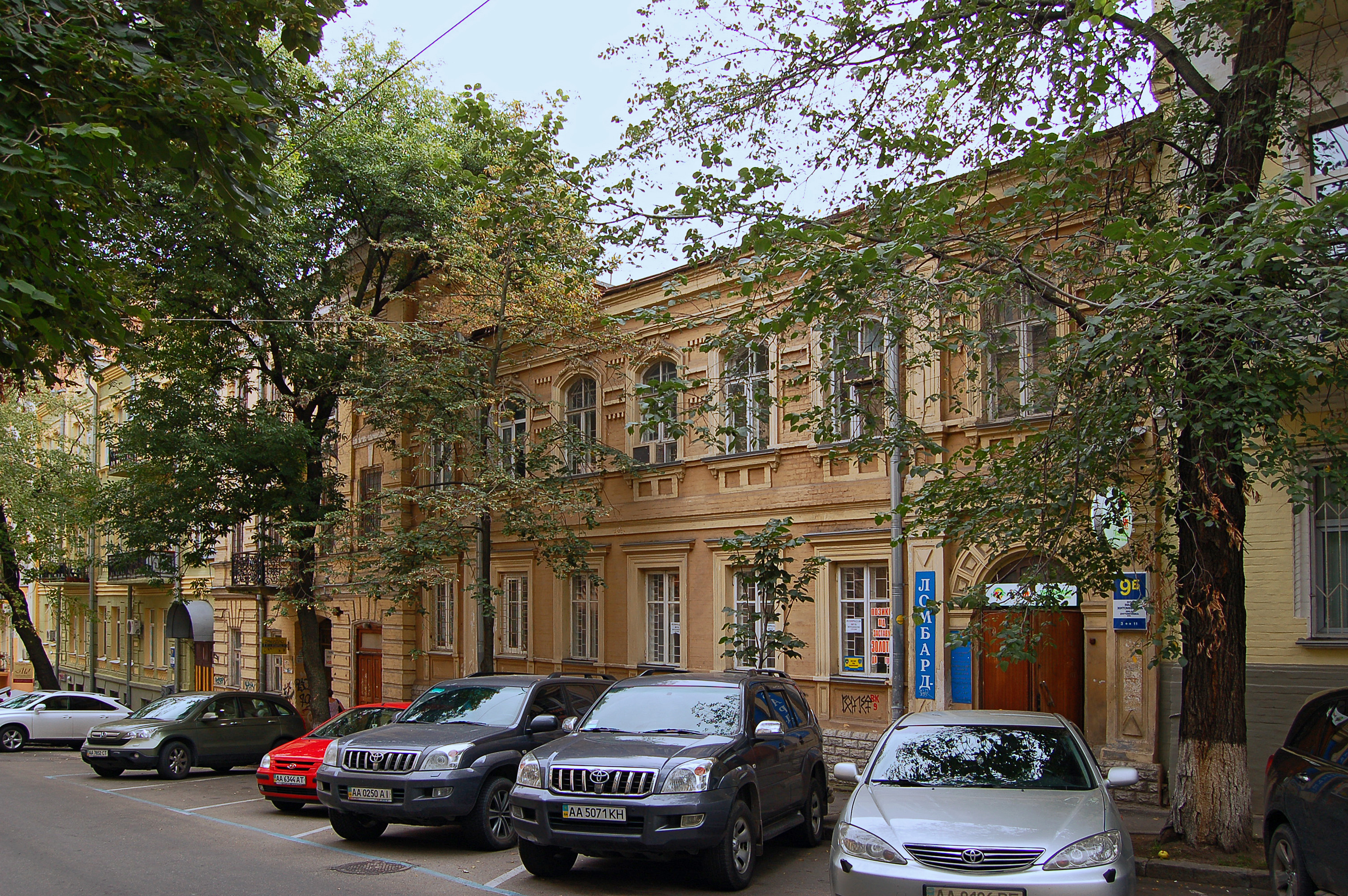
Буд. № 9-Б (Маєток Чеховича)
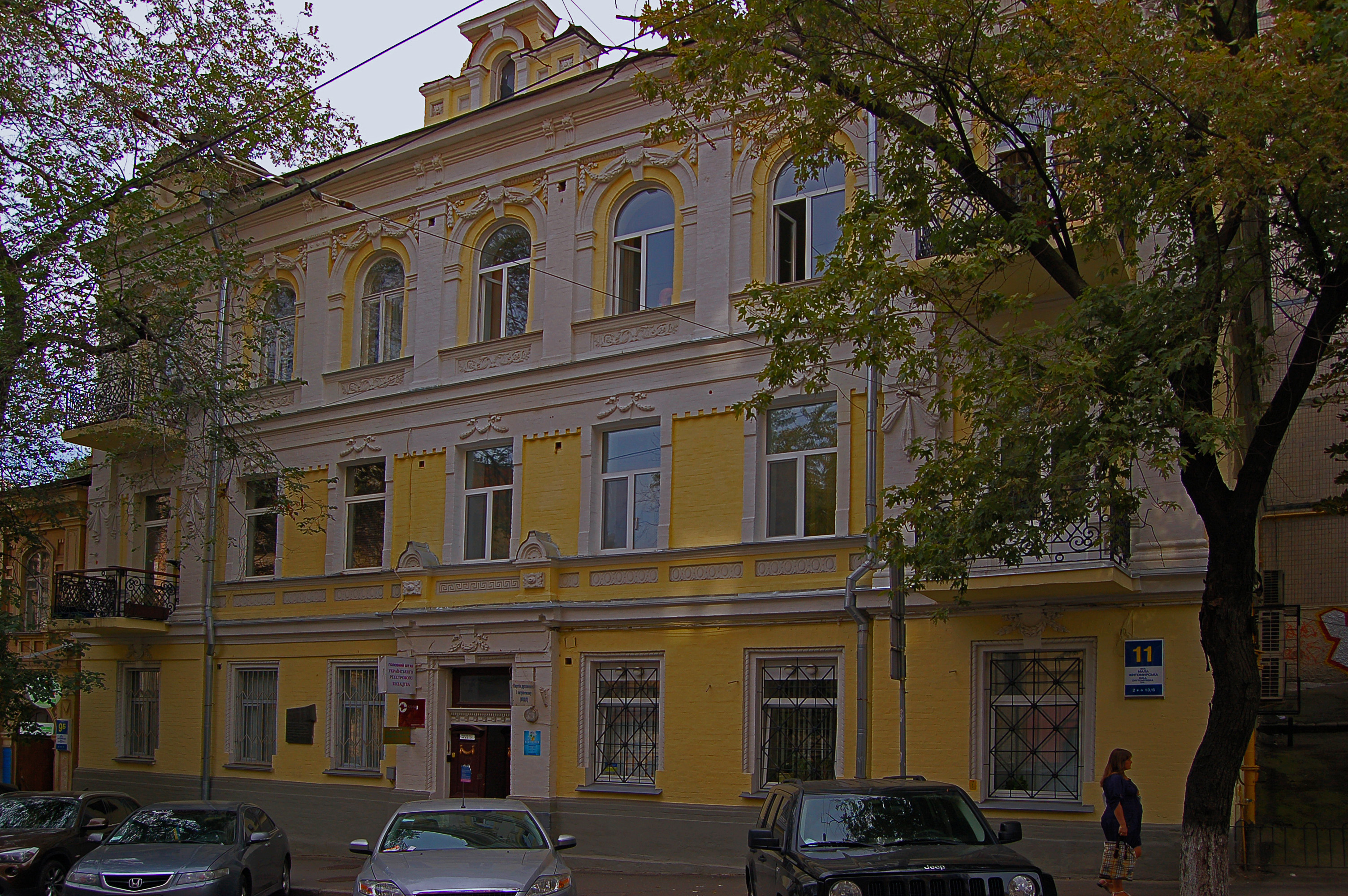
Буд. № 11
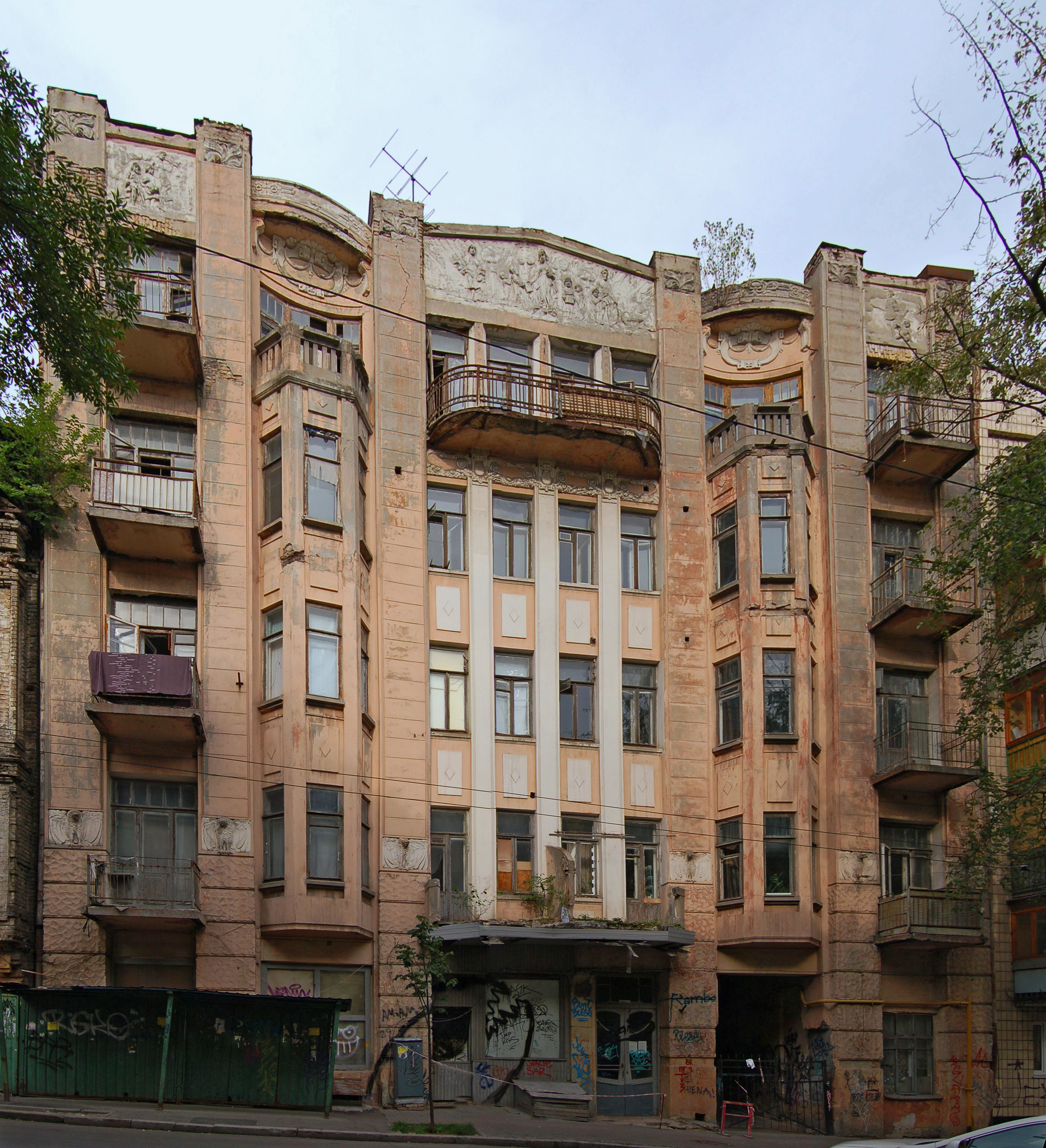
Буд. № 12
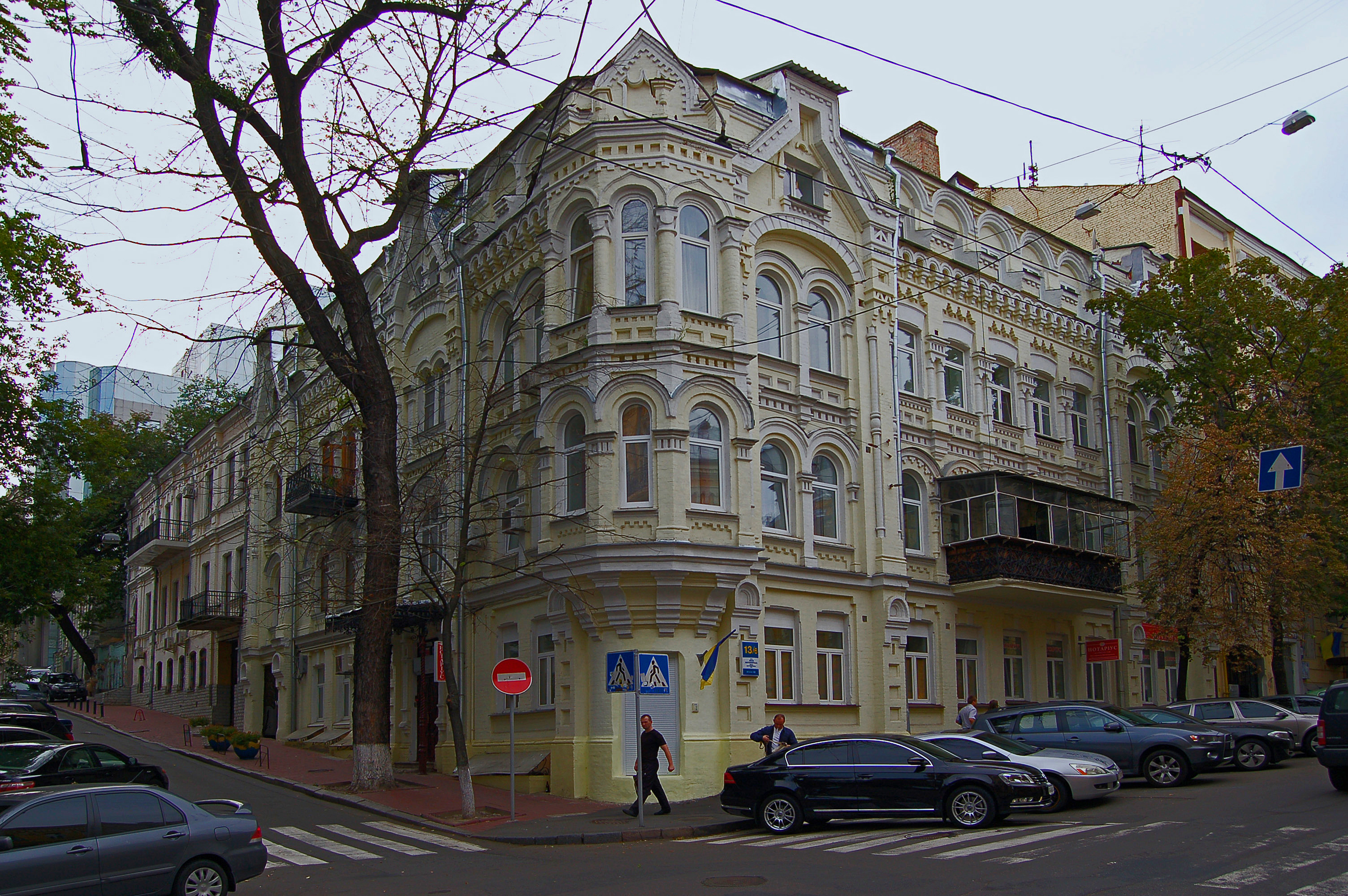
Буд. № 13/6
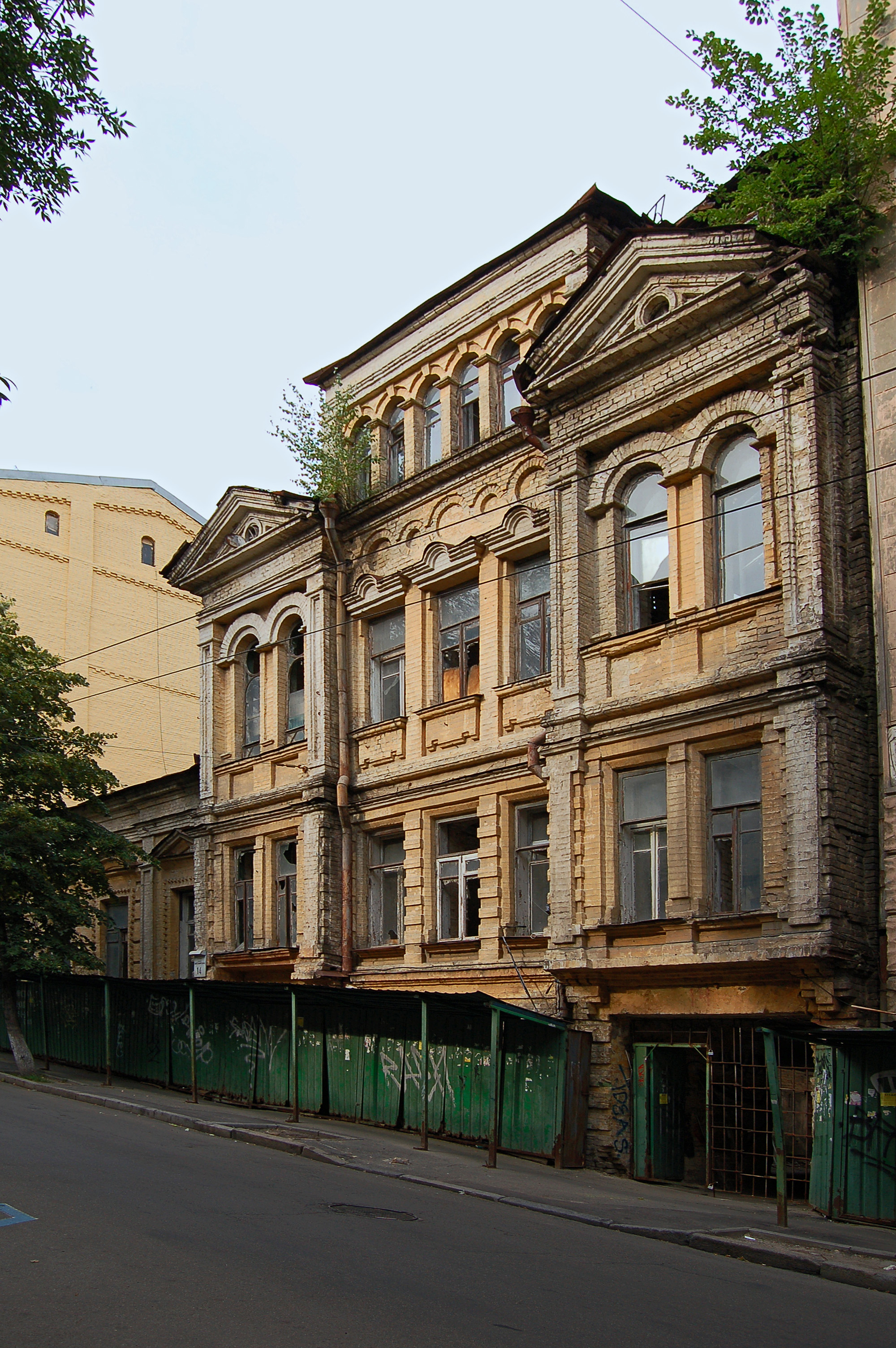
Буд. № 14 (Садиба Мурашка)
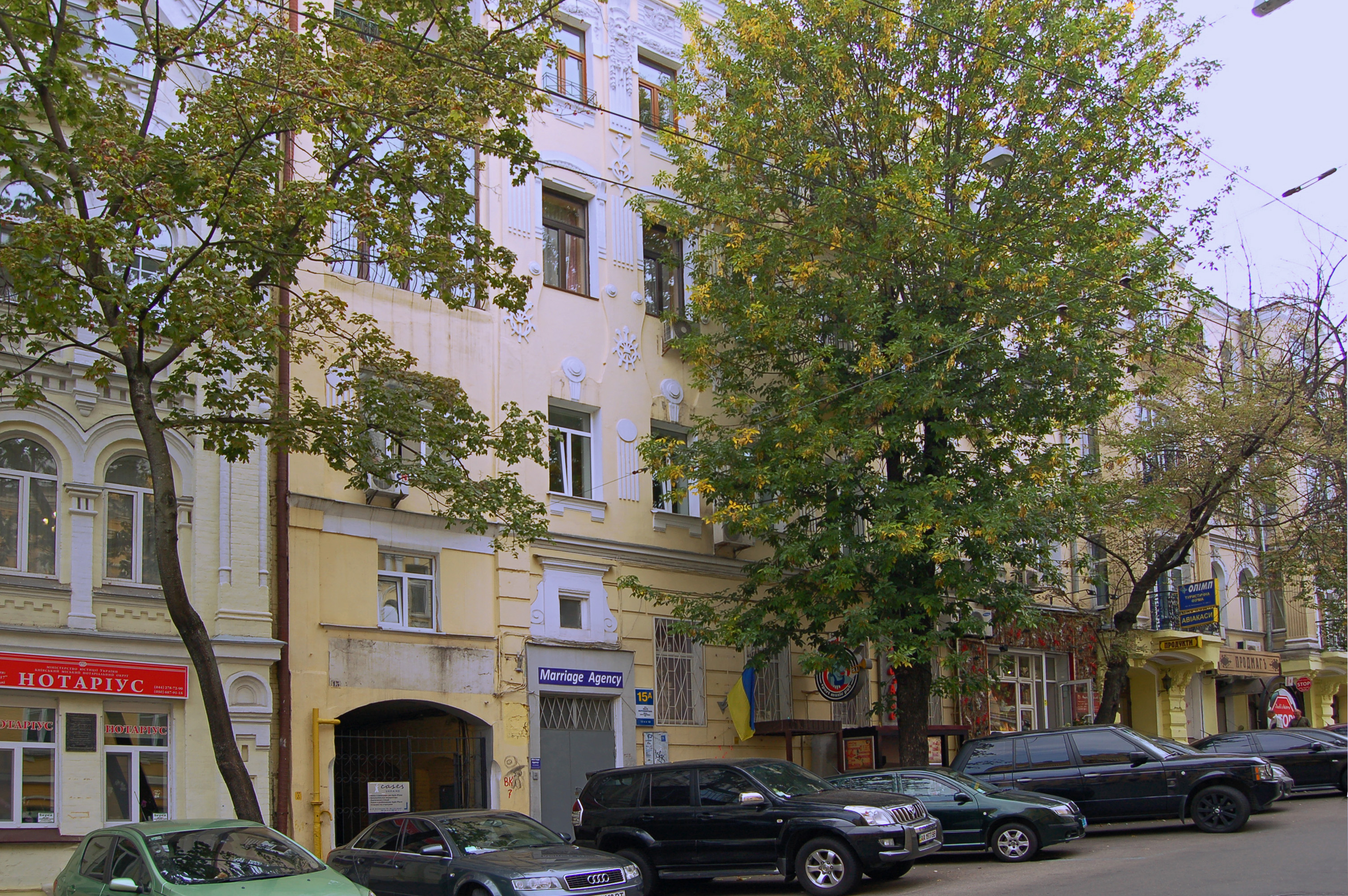
Буд. № 15-А
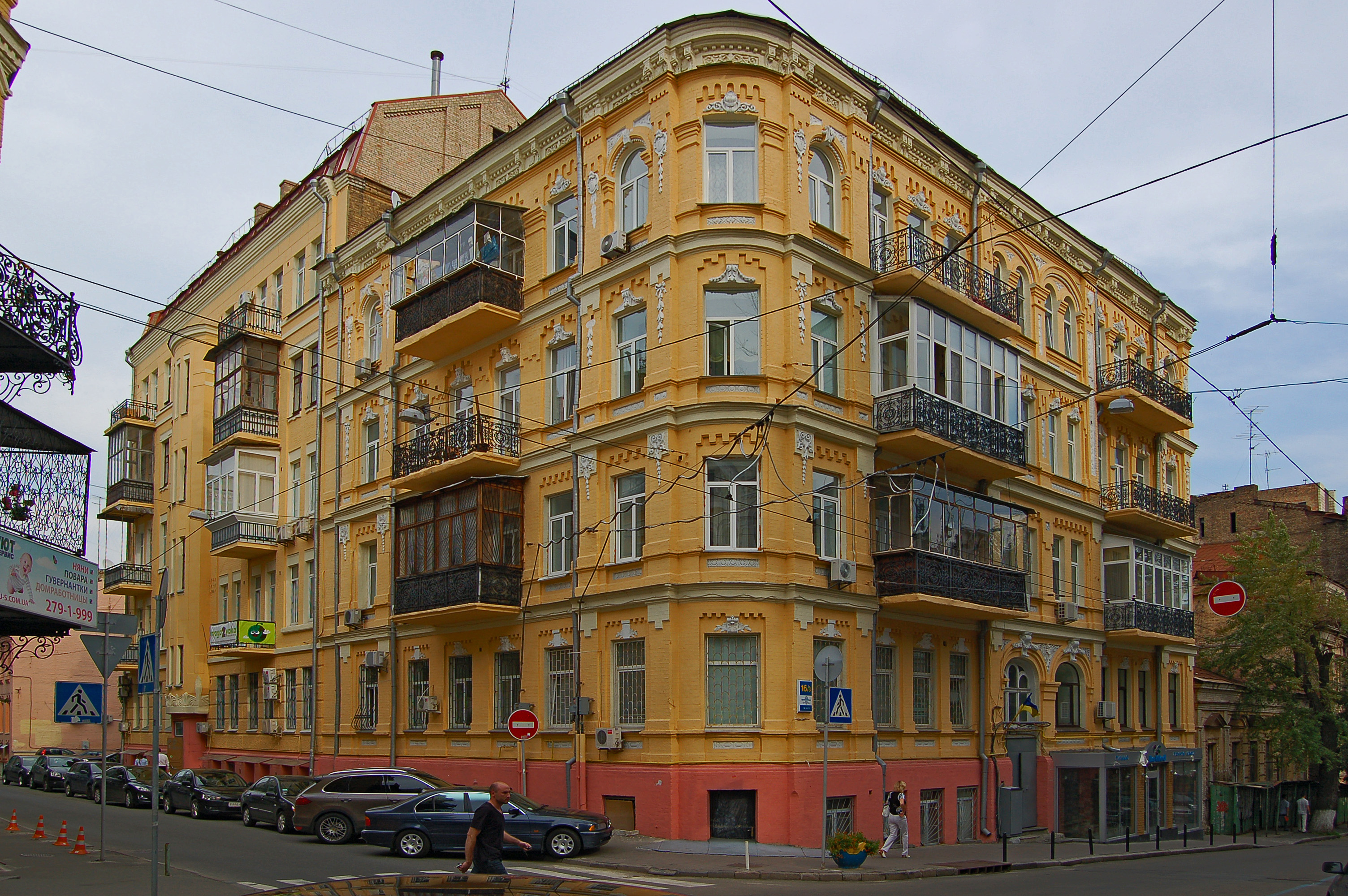
Буд. № 16/3
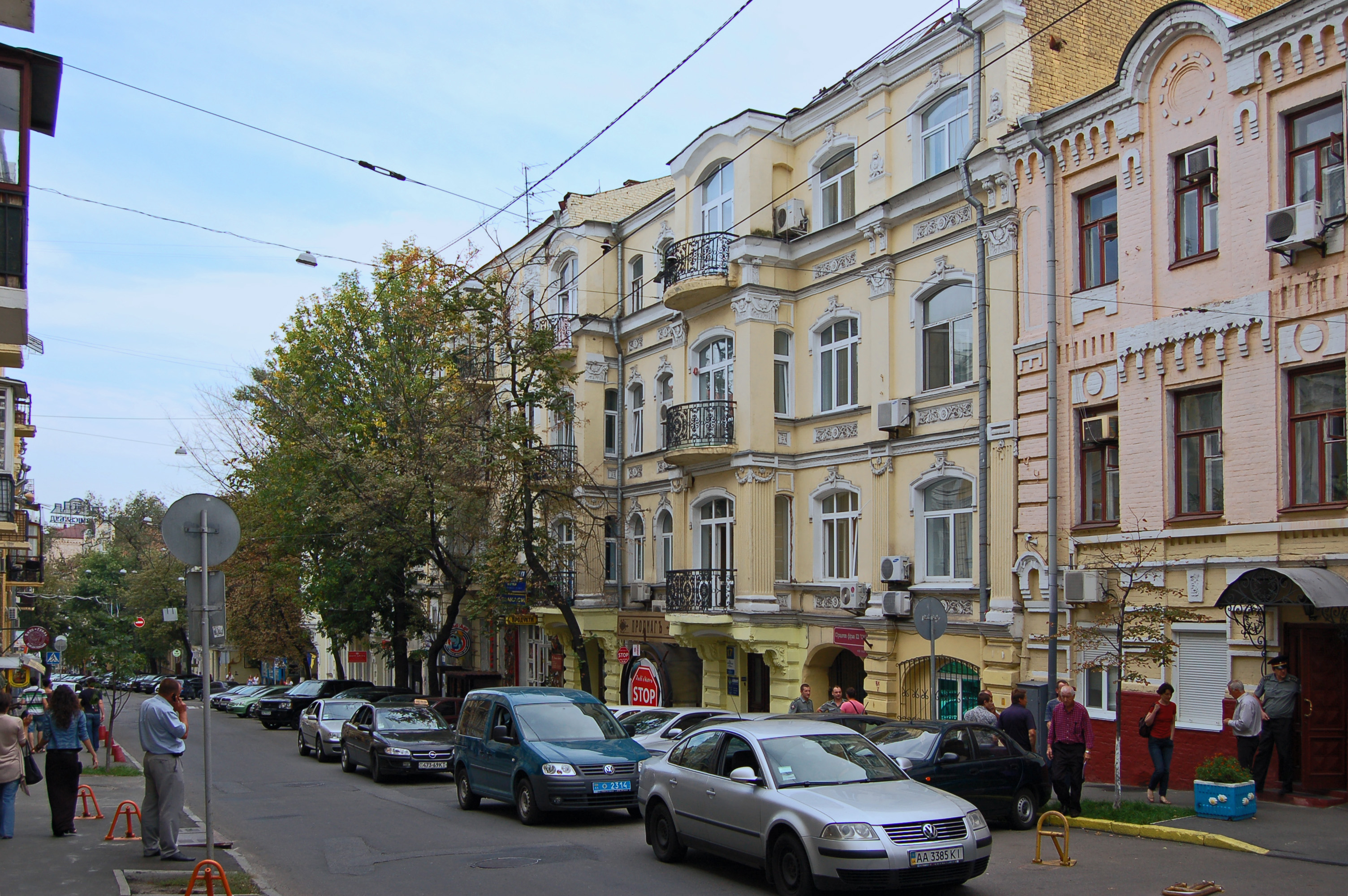
Буд. № 17
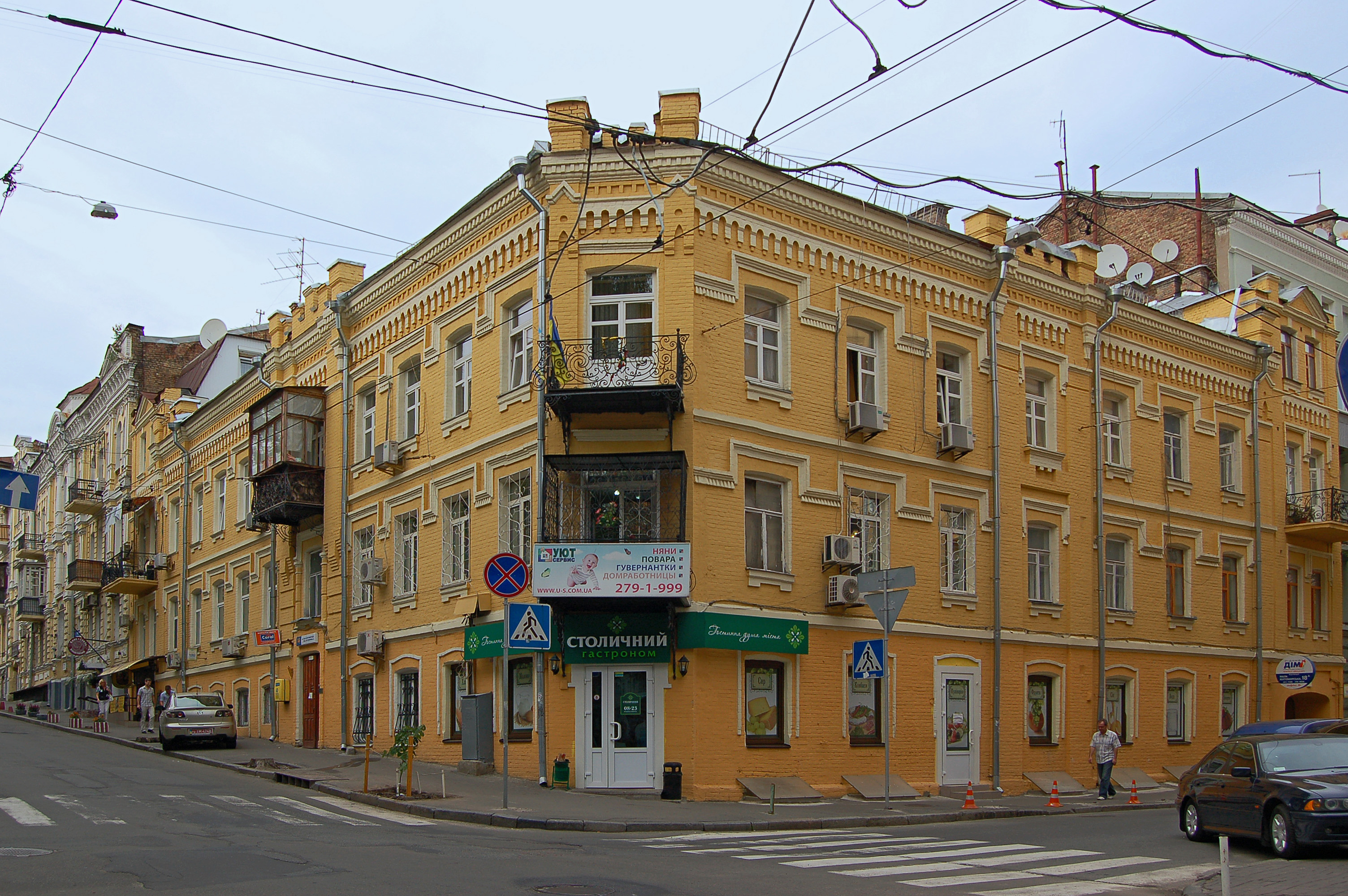
Буд. № 18/4
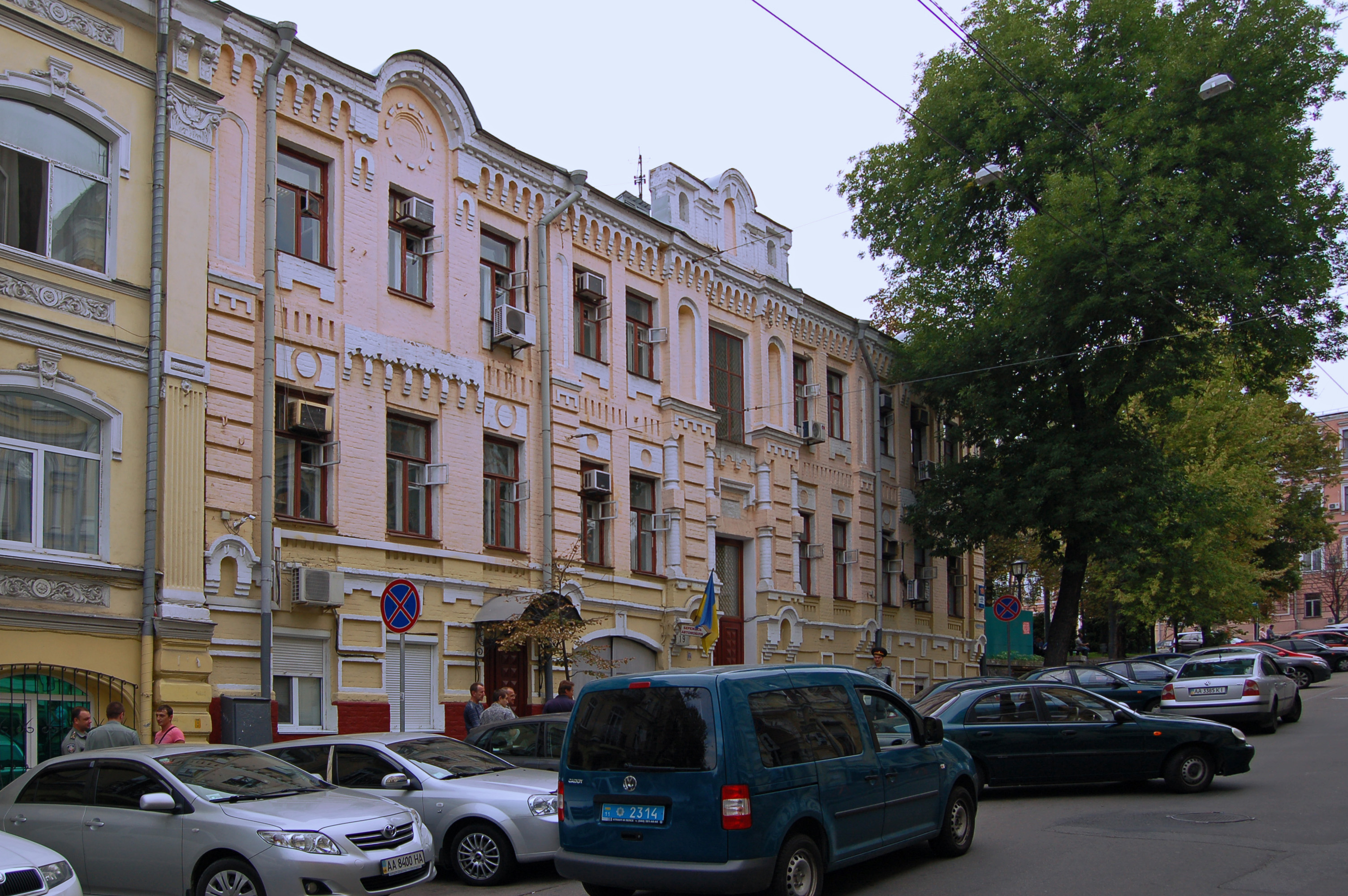
Буд. № 19
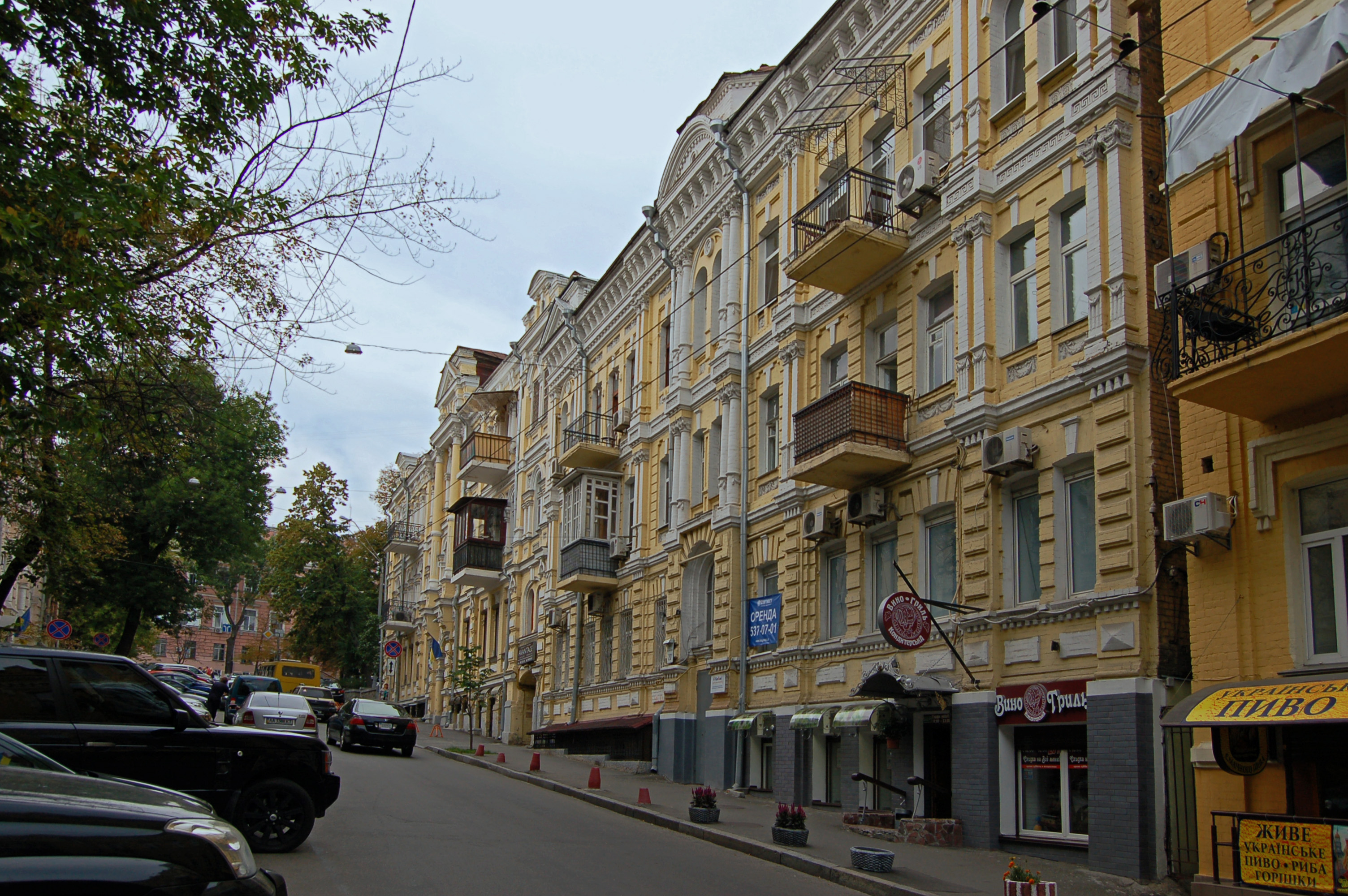
Буд. № 20
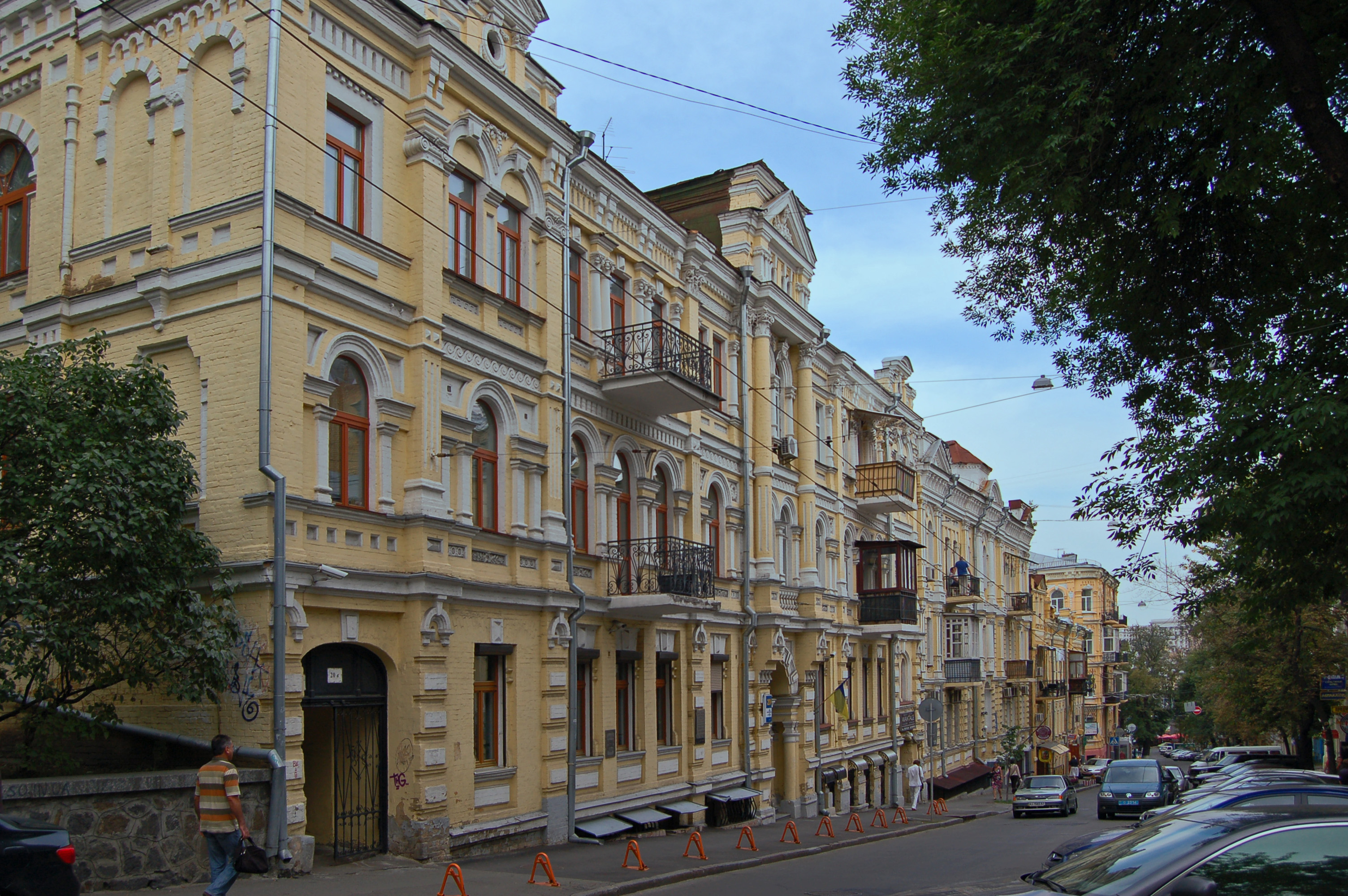
Буд. № 20-А
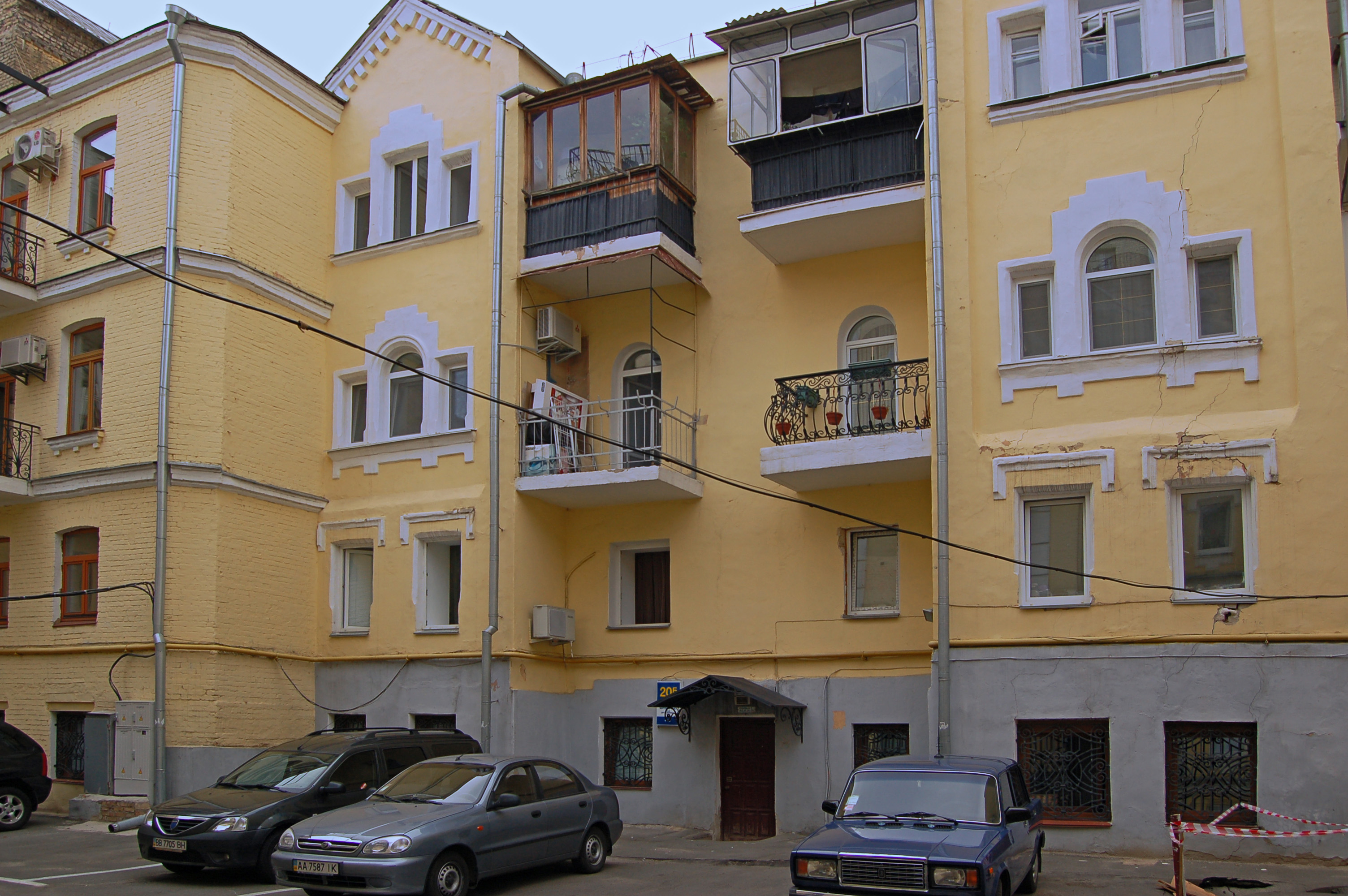
Буд. № 20-Б
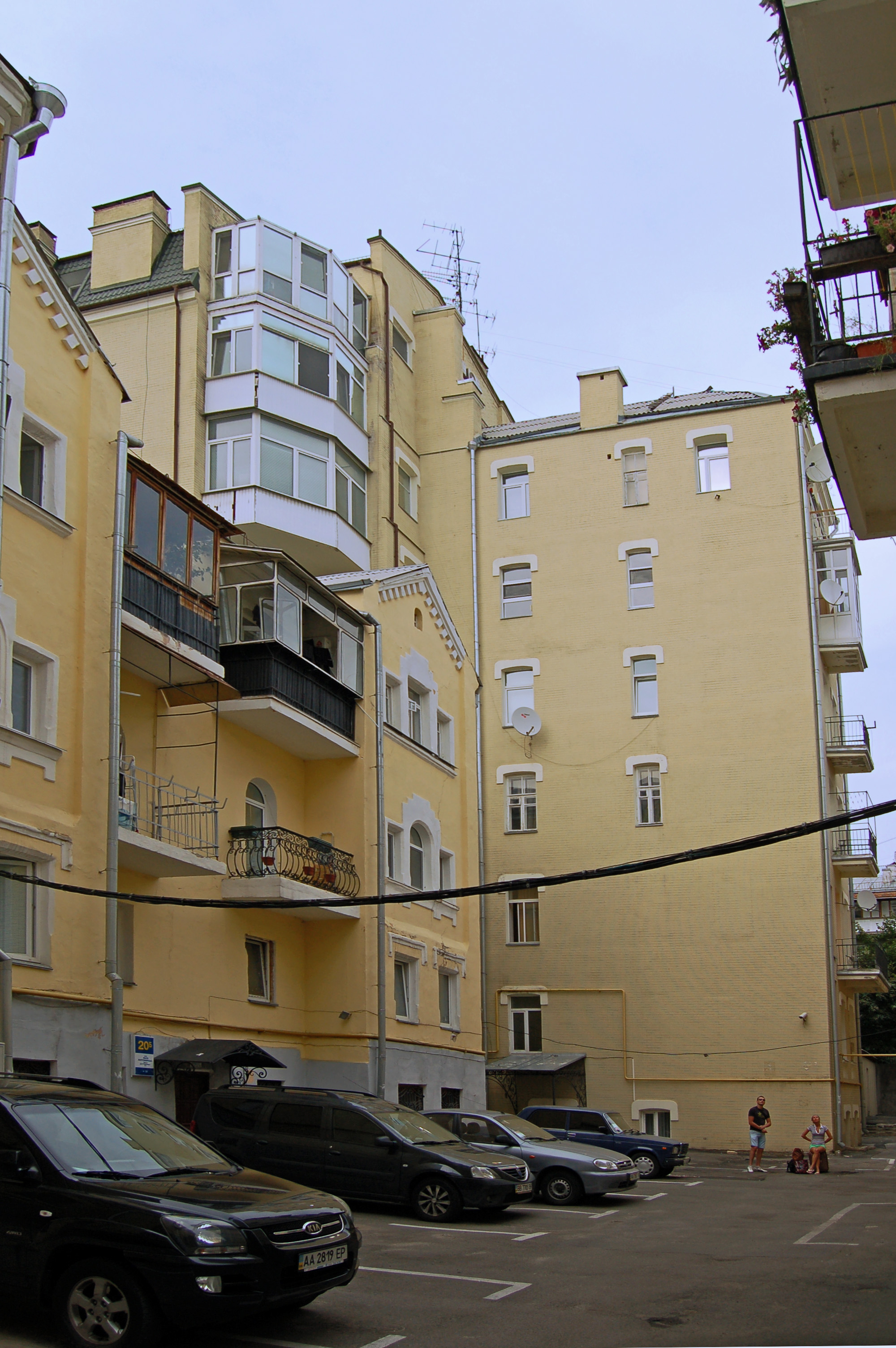
Буд. № 20-В
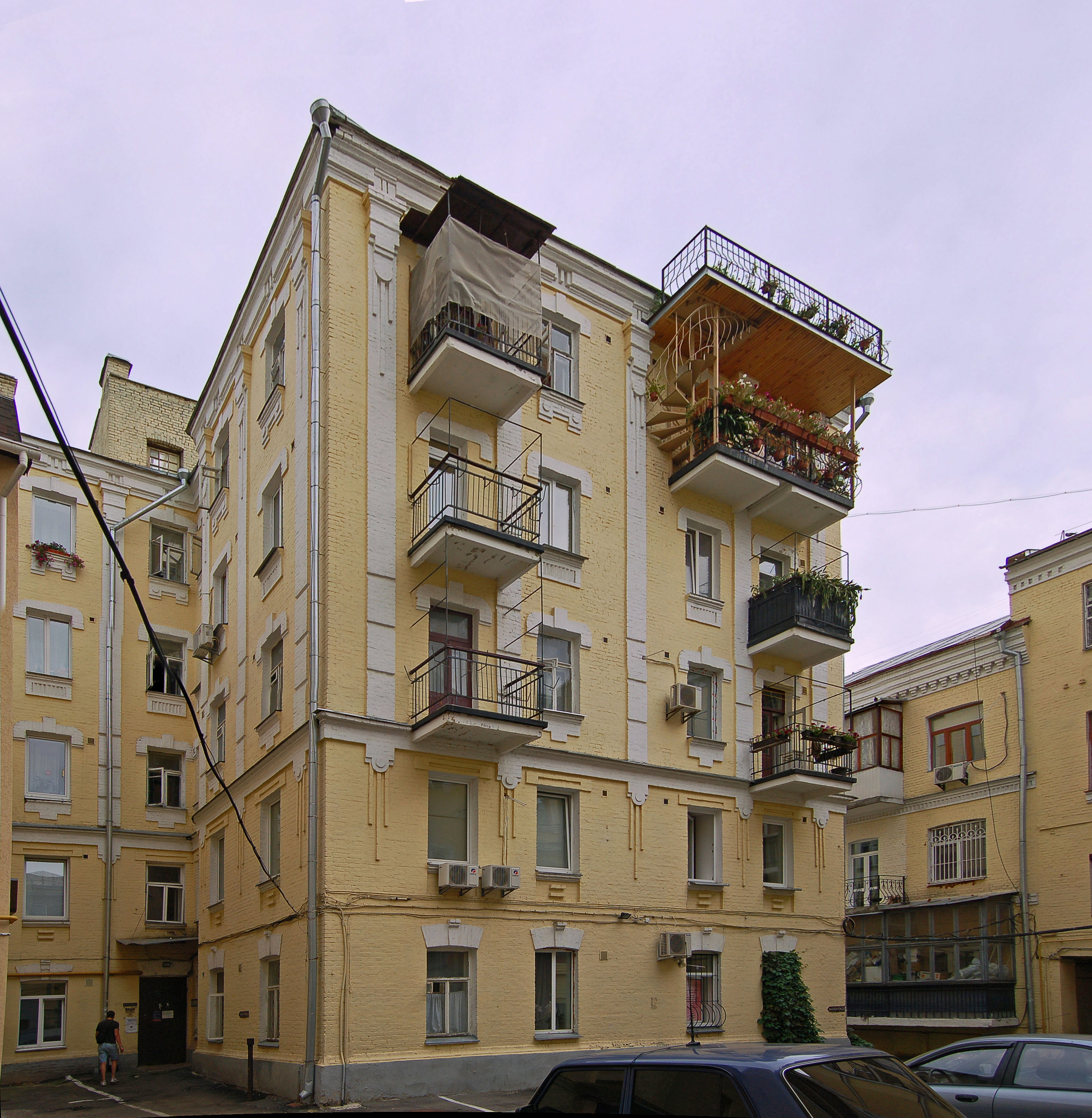
Буд. № 20-Г

## Меморіальні дошки
- Тарасові Шевченку (перебував 1859 в будинку Гудовського, що стояв на цьому місці до 1979) (№ 2-4)

## Громадський транспорт
Маршрути тролейбусів (дані на 2019 рік):
№ 6: Мінський масив — Майдан Незалежності;
№ 16: вул. Академіка Туполєва — Майдан Незалежності;
№ 18: вул. Сошенка — Майдан Незалежності.

## Персоналії
Історико-культурне значення вулиці пов'язане з проживанням на ній відомих діячів науки, культури, мистецтва. У будинку № 3/4 мешкали архітектор і художник Василь Кричевський, його сини, майбутні живописці — Василь і Микола Кричевські; в № 5 — скрипаль, альтист К. П'ятигорович; у № 7 — власник відомої в Україні друкарні К. Григорович-Барський, психолог О. Раєвський; в № 10 — балетмейстер П. Вірський, живописець і графік М. Дерегус, архітектор Є. Маринченко; в № 11 — один із засновників київської терапевтичної школи, академії ВУАН Ф. Яновський; в № 12 — вчений у галузі права, академії АН УРСР Б. Бабій; в № 14 (Садиба Мурашка) — живописець і педагог О. О. Мурашко та його вітчим, власник художньої іконостасної майстерні О. І. Мурашко; в № 15 — естрадна співачка Е. Аренс; в № 17 — учасник російсько-турецької війни 1877—1878 років, герой Шипки М. Мамишев, у цьому будинку, в родині адвоката М. Мазора часто бував письменник Шолом-Алейхем (Ш. Рабинович); у № 19 — письменниця і громадська діячка Н. Суровцова.
У садибі № 4 (не збереглася) з 1864 року до кінця 1870-х років містилася друкарня С. Кульженка (пізніше — на вулиці Новоєлизаветинській, № 4; будинок зруйнований); на початку XX століття — друкарня А. Штерензона. В будинку № 6 на початку XX століття діяли Самаритські курси Товариства допомоги для інтелігентних жінок, на яких викладали відомі вчені та лікарі — професори Київського університету П. Морозов (директор), Т. Лоначевський-Петруняка, Г. Малков, В. Орлов, С. Томашевський, К. Трітшель, В. Чернов, О. Шимановський, Ф. Яновський та інші; у № 7 — Київське відділення Російського музичного товариства і музична школа, де працювали видатні музиканти, композитори, музичні діячі — М. Лисенко, Р. Пфеніг, М. Рігельман, О. Химиченко та інші. У № 11 містилася контора першої в Україні легальної соціал-демократичної газети «Работник»; у садибі № 20, 20-а діяло Київське відділення Товариства поширення освіти серед євреїв у Росії.
На терені сучасної ділянки № 11, яка у середині XIX століття належала урядовцеві С. Запорожському, у 1840—1850 роках мешкав відомий київський лікар С. Алфер'єв, професор Київського університету (з 1846), декан медичного факультету (1850—1854). З 1849 року до початку 1850-х років у нього перебував його племінник, помічник столоначальника Київської казенної палати, в майбутньому письменник М. Лєсков (будинок не зберігся; 1965 року меморіальну дошку на пошанування М. Лєскова помилково встановлено на будинку № 20). З 1858 року С. Алфер'єв жив у власному особняку на вулиці Ярославів Вал, 3.